# James Heilman

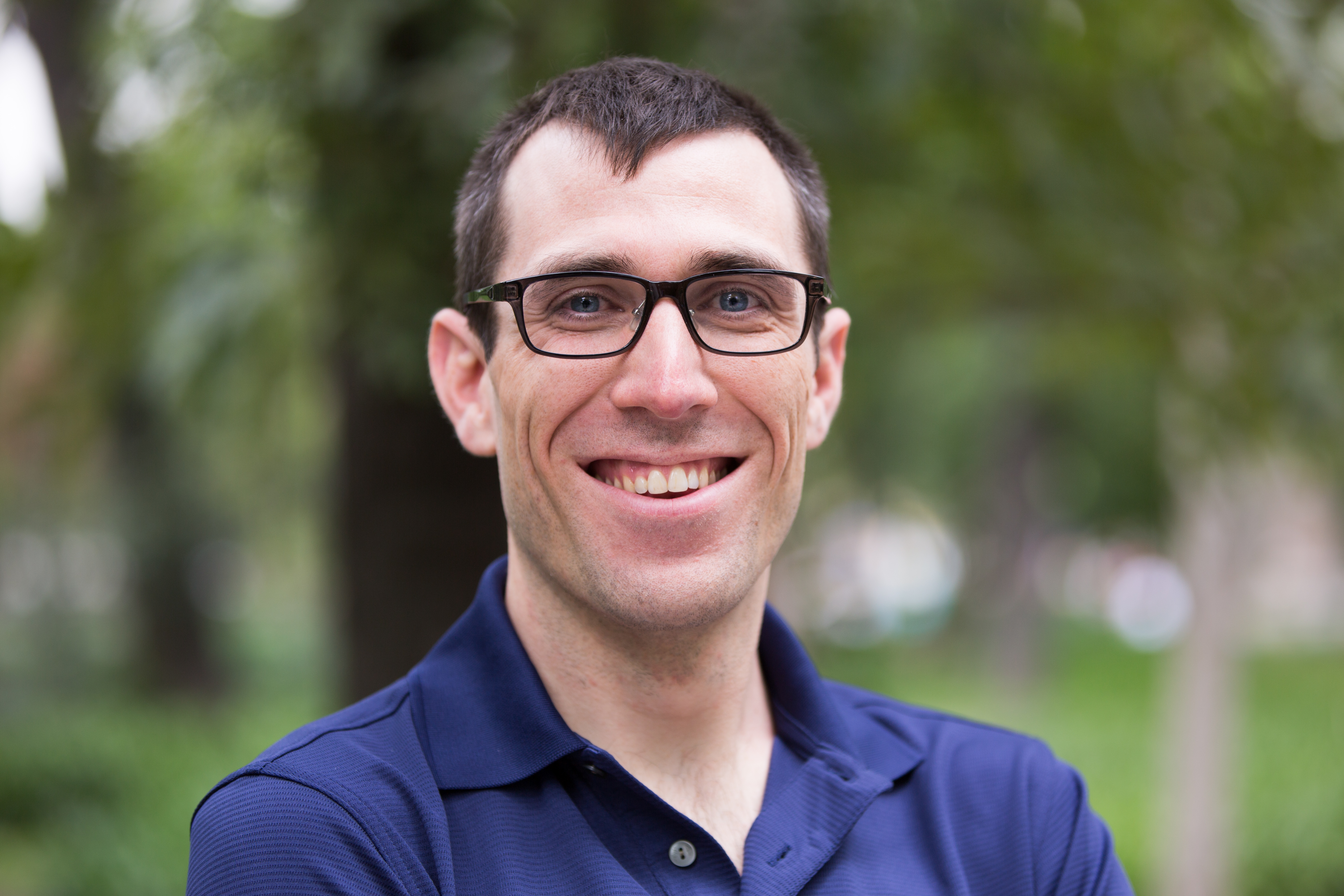
James Heilman bei der Wikimania 2015

James M. Heilman (* 20. Jahrhundert, Saskatchewan, Kanada) ist ein kanadischer Notfallmediziner, der als Wikipedianer und Mitarbeiter für die Verbesserung von gesundheitsbezogenen Inhalten der Wikipedia bekannt wurde. Er ermutigt andere Mediziner zu Beiträgen in der Online-Enzyklopädie.
Unter dem Benutzernamen Doc James arbeitet Heilman als Autor im WikiProject Medicine und als ehrenamtlicher Administrator. Er war von 2010 bis 2013 Präsident von Wikimedia Canada und Mitbegründer und Präsident des Wiki Project Med Foundation. Er ist auch Gründer der Medicine Translation Task Force des WikiProject Medicine. Im Juni 2015 wurde er ins Wikimedia Foundation Board of Trustees gewählt, allerdings am 28. Dezember 2015 bereits wieder abgesetzt. Im Mai 2017 wurde er dann wieder ins Board of Trustees gewählt.
Heilman ist Clinical Assistant Professor im Department für Notfallmedizin an der University of British Columbia und Leiter des Department of Emergency Medicine am East Kootenay Regional Hospital in Cranbrook, British Columbia, wo er lebt.

## Leben

### Jugend und Ausbildung
Heilman wurde im ländlichen Saskatchewan geboren. Er erwarb 2000 einen Bachelor of Science in Anatomie an der University of Saskatchewan und erwarb dort auch seinen Doctor of Medicine. Seine family medicine residency machte er von 2003 bis 2005 in British Columbia. Heilman erwarb auch ein Certificate of added Competency in Notfallmedizin am College of Family Physicians of Canada.

### Medizinische Karriere
Heilman arbeitete bis 2010 am Moose Jaw Union Hospital, in Moose Jaw, Saskatchewan, danach am East Kootenay Regional Hospital, wo er im Oktober 2012 zum Head of the Department für Notfallmedizin ernannt wurde. 2014 erzählte er dem Cranbrook Daily Townsman, dass sein Department in East Kootenay durchschnittlich 22.000 Patienten pro Jahr versorgt.

## Forschung
Noch im Mai 2014 arbeitete Heilman an einer Studie mit Samir Grover von der University of Toronto, in welcher Medizinstudenten einen Test mit Wikipedia oder medizinischen Lehrbüchern durchführen sollten, um die Genauigkeit zu vergleichen. Später im Jahr zeichnete Heilman als Ko-Autor einer Version des Wikipedia-Artikels über Denguefieber in dem Journal Open Medicine mit Peer-Review. Heilman arbeitete außerdem mit an einer Studie mit Microsoft, welche nachweisen konnte, dass in den drei Ländern, wo Ebola 2013 bis 2016 am stärksten grassierte, Wikipedia die verbreitetste Quelle für Informationen über die Krankheit war. 2015 publizierte Heilman zusammen mit Andrew West eine Studie, die zeigte, dass die Zahl der Verfassenden in der Wikipedia, die sich auf das Verfassen von medizinischen Artikeln spezialisiert hatten, zwischen 2008 und 2013 um 40 % gesunken war. Dieses Ergebnis wurde 2015 zusammen mit anderen Analysen über die Produktion und Rezeption von medizinischen Inhalten in Wikipedia im Journal of Medical Internet Research veröffentlicht.

## Aktivitäten bei Wikipedia und Wikimedia
Seit Beginn seiner Aktivitäten als Beitragender von Medizin-bezogenen Wikipedia-Artikeln 2008, hat Heilman Werbung für die Verbesserung von medizinischen Themen gemacht, indem er Medizinerkollegen zur Mitarbeit animierte. Sein Interesse an der Bearbeitung der Wikipedia begann in einer ruhigen Nachtschicht, als er den Artikel zu Obesity (Fettleibigkeit) las und auf zahlreiche Fehler stieß. „Ich stellte fest, dass ich das verbessern konnte. Ich machte eine große Zahl an Bearbeitungen und verbesserte die Qualität ganz gewaltig. Von da an war ich sozusagen an den Haken gegangen.“ („I realized that I could fix it. I made a huge number of edits and improved the quality a great deal. I sort of became hooked from there“) erzählte er dem Hamilton Spectator 2011. 2016 bearbeitete er medizinische Artikel in der Wikipedia bis zu 60 Stunden pro Woche.
Heilman beteiligt sich an der Initiative der Wiki Project Med Foundation mit Translators Without Borders, wo daran gearbeitet wird, englische Wikipediaartikel mit medizinischen Inhalten von größter Bedeutung zu verbessern und in Minderheitensprachen zu übersetzen. Die Wiki Project Med Foundation hat eine Zusammenarbeit mit der University of California in San Francisco zur Rekrutierung von Bearbeitern für wissenschaftliche Themen gestartet, indem sie Studenten College Credits (Studienbewertungen) für die Verbesserung medizinbezogener Wikipedia-Seiten vergibt. 2014 arbeitete die Wiki Project Med Foundation auch mit der Cochrane Collaboration zusammen mit dem Ziel, die Zuverlässigkeit und Genauigkeit von Informationen in der Wikipedia zu verbessern. In Bezug auf diese Partnerschaft sagte Heilman: „Die Art, in der die Wikipedia arbeitet, ist, dass aller Inhalt komplett auf den Referenzen basiert, welche angegeben sind. Wenn die bestmöglichen Quellen benutzt werden, die Wikipedia zu verfassen, dann besteht eine gute Wahrscheinlichkeit, dass die Wikipedia die Informationen mit der besten Qualität enthält.“
Heilman sprach bei der Wikimania 2014, wo er berichtete, dass 93 % der Medizinstudenten Wikipedia benutzen, und argumentierte, dass es heute eine kritische Aufgabe sei, „das Internet zu reparieren“ („fixing the internet“) für jeden, der sich um das Gesundheitswesen bemüht.

### Beiträge zu Ebola
Durch Überprüfen und Korrigieren medizinischer Inhalte in der von Heilman geförderten Weise (und mit vielen seiner Beiträge) in Wikipedia-Artikeln, wie dem über Ebola, ist Wikipedia zu einer Informationsquelle für die breite Öffentlichkeit geworden und gilt daher als eine der angesehensten Websites, zusammen mit den Seiten der Weltgesundheitsorganisation (WHO) und des Centers for Disease Control and Prevention (Zentren für Krankheitskontrolle und -prävention) zum Thema. Heilman reduzierte die Zeit, die er bei der Arbeit in der Notaufnahme verbrachte, so dass er mehr Zeit für die Bearbeitung dieser Seite aufwenden konnte. 2014 erzählte er dem Cranbrook Daily Townsman im Bezug auf die Berichterstattung der Wikipedia über Ebola: „Die große Aufgabe ist herauszuarbeiten, was wir wissen, und gleichzeitig sicherzustellen, dass die kleineren Anliegen nicht überproportional aufgeblasen werden“ („The big thing is emphasizing what we know, making sure that minor concerns don’t get blown out of proportion“). Er berichtete auch, trotz gegenteiliger Gerüchte seien keine Hinweise darauf bekannt, dass die Krankheit sich zu einer durch Luftübertragung verbreiteten Epidemie gewandelt habe, und Ebola habe weit weniger Tote gefordert als andere Krankheiten wie Malaria und Gastroenteritis.

### Rorschachtest-Bilder
2009 veröffentlichte Heilman unter Public-Domain-Lizenz Bilder der Tintenkleckse in der Wikipedia, welche in den Rorschachtests Anwendung finden. Besorgte Psychologen befürchteten, dass dies die Tests unwirksam machen könnte. Während manche Psychologen bemerkten, dass der Test „bereits seine Beliebtheit und Nützlichkeit verloren habe“ („already lost its popularity and usefulness“). In einem Interview mit The New York Times erzählte Heilman, dass er das komplette Set des Tests veröffentlicht hatte, weil eine Diskussion um ein einzelnes Bild absurd erschiene und die Ängste der Psychologen unbegründet seien. Bei Canada AM am 31. Juli 2009 sagte Heilman auch: „Diese Information [d. h. die Tintenklekse] ist enzyklopädisch. Das ist, was die Menschen erwarten, wenn sie diese Seite aufrufen.“ Im August 2009 reichten zwei kanadische Psychologen eine Beschwerde über Heilman bei seiner lokalen Doctors’ Organisation ein; Heilman bezeichnete die Beschwerden als „Einschüchterungstaktik“ („intimidation tactics“). Im September 2009 drängte das College of Psychologists of British Columbia das Saskatchewan College of Physicians and Surgeons eine Untersuchung zu Heilmans Veröffentlichung der Bilder einzuleiten. Heilman erzählte CTV News, dass „die psychologische Gemeinschaft versucht, jeden außerhalb ihres Fachgebiets von der Teilnahme an Diskussionen über das, was sie tun, auszuschließen. Und ich persönlich halte das für schlechte Wissenschaft“. Es folgte eine ausführliche Debatte in der Wikipedia und die Bilder wurden behalten.

### Plagiate von Wikipedia
2012 stellte Heilman fest, dass das Buch Understanding and Management of Special Child in Pediatric Dentistry, veröffentlicht von Jaypee Brothers, eine lange Passage über HIV enthielt, in der der Wikipedia-Artikel plagiiert worden war. Daraufhin zog der Verlag das Buch zurück.
Im Oktober 2014 fand Heilman im Oxford Textbook of Zoonoses (Oxford University Press) einen Abschnitt im Kapitel über Ebola, der der Wikipedia-Seite zu dem Thema sehr ähnlich war. Ursprünglich vermutete er, dass ein Wikipedia-Autor die Abschnitte kopiert hätte; aber er fand heraus, dass der Teil des Wikipedia-Artikels, der dem Kapitel des Buches ähnelte, zwischen 2006 und 2010 entstanden war, während das Buch erst 2011 veröffentlicht wurde. Christian Purdy, ein Sprecher von Oxford University Press, gab zu, dass Teile des Textes kopiert worden seien, beschrieb den Vorgang aber als ein „versehentliches Auslassen einer angemessenen Zuschreibung“ („inadvertent omission of an appropriate attribution“) statt eines Plagiats.

### Mitarbeit im Wikimedia Foundation Board of Trustees
Im Juni 2015 wurde Heilman von der Community zum Wikimedia Foundation Board of Trustees (Kuratorium) gewählt. Im Dezember 2015 feuerte das Board Heilman aus seiner Position, woraus eine große Kontroverse unter Mitgliedern der Wikipedia-Community entstand. Eine Meldung des Kuratoriums begründete die Entscheidung mit einem Mangel an Vertrauen von den Vorstandskollegen. Heilman schrieb später, dass ihm „in den letzten Wochen die Option eines Rücktritts [vom Kuratorium] angeboten worden sei. Als ein von der Comunity gewähltes Mitglied betrachte ich mein Mandat als von der Comunity kommend, welche mich gewählt hat, und daher entschied ich mich, dies nicht zu tun. Ich hielt solch einen Schritt für ein Im-Stich-Lassen derjenigen, die mich gewählt hatten.“ Er wies darauf hin, dass er in seiner Zeit im Vorstand um größere Transparenz in Bezug auf das kontroverse Knowledge Engine Project der Wikimedia Foundation und dessen Finanzierung gedrängt hatte und dass sein Versuch, die Förderung der Knight Foundation für das Engine-Projekt öffentlich zu machen, einer der Faktoren für seine Absetzung gewesen seien.
Die Community wählte ihn 2017 erneut in das Kuratorium der Wikimedia Foundation.

### Weiteres
2012 war Heilman einer von zwei Wikimedia-Mitarbeitern, die von Internet Brands verklagt wurden, weil sie Inhalt unter gemeinfreier Lizenz und ehrenamtliche Bearbeiter von der kommerziellen Plattform Wikitravel auf die kostenfreie Plattform Wikivoyage geholt hatten. Die Wikimedia Foundation verteidigte Heilmans Handeln in dem Prozess und berief sich auf die Wahlfreiheit der Freiwilligen. Im Februar 2013 legten die Parteien ihre Streitigkeiten bei. 2014 kritisierte Heilman eine Studie, die behauptete, dass 9 von 10 Artikeln der Wikipedia zu medizinischen Inhalten Fehler enthielten. 2015 veröffentlichte The Atlantic einen Artikel über Interessenkonflikte bei Bearbeitung auf Wikipedia (conflict-of-interest editing on Wikipedia, COI), worin detailliert Heilmans Bemühungen beschrieben wurden, Bearbeitungen entgegenzuwirken, die von Angestellten von Medtronic in der Wikipedia-Seite zu Percutaneous Vertebroplasty (Vertebroplastie) gemacht wurden. 2017 veröffentlichte Vice einen Artikel über Interessenskonflikt-belastete Bearbeitungen in Wikipedia, in dem der Verfasser darstellte, wie Heilman sich bei der Wikimedia Foundation Gehör verschafft hatte, um die Richtlinien zur Sanktionierung von nicht gekennzeichneten bezahlten Bearbeitungen zu verschärfen.

## Persönliches
Heilman nimmt gerne an Ultramarathons und an Adventure Racing (Abenteuerrennen) teil. Mit seiner Partnerin nahm er 2008 am Gobi March teil. Außerdem hat er am Marathon des Sables, an der Adventure Racing World Championships und dem Saskatchewan Marathon teilgenommen.

## Publikationen

### Zur Wikipedia
- James M. Heilman, Eckhard Kemmann, Michael Bonert, Anwesh Chatterjee, Brent Ragar, Graham M. Beards, David J. Iberri, Matthew Harvey, Brendan Thomas, Wouter Stomp, Michael F. Martone, Daniel J. Lodge, Andrea Vondracek, Jacob F. de Wolff, Casimir Liber, Samir C. Grover, Tim J. Vickers, Bertalan Meskó, Michaël R. Laurent: Wikipedia: A key tool for global public health promotion. In: Journal of Medical Internet Research. 31. January 2011, vol. 13, 1: S. e14. doi=10.2196/jmir.1589 pmc=3221335 pmid=21282098
- James Heilman: Why we should all edit Wikipedia. (PDF; 0,9 MB) In: University of British Columbia Medical Journal. September 2011 vol. 3, 1: S. 32–33.
- Manu Mathew, Anna Joseph, James Heilman, Prathap Tharyan: Cochrane and Wikipedia: The collaborative potential for a quantum leap in the dissemination and uptake of trusted evidence. In: Cochrane Database of Systematic Reviews. 22. Oktober 2013. vol. 10, 10: S. ED000069. doi=10.1002/14651858.ED000069 pmid=24475488 Archivlink
- Dengue fever: a Wikipedia clinical review. In: Open Medicine. Oktober 2014, vol. 8, 3: S. 105–15. Archivlink
- James M. Heilman, Andrew G. West: Wikipedia and Medicine: Quantifying Readership, Editors, and the Significance of Natural Language. In: Journal of Medical Internet Research. 4. März 2015, vol. 17, 3: S. e62. doi=10.2196/jmir.4069 pmc=4376174 pmid=25739399
- Open Access to a High-Quality, Impartial, Point-of-Care Medical Summary Would Save Lives: Why Does It Not Exist? In: PLoS Medicine. August 2015. vol. 12, 8: S. e1001868. doi=10.1371/journal.pmed.1001868 pmc=4549298 pmid=26305335
- Amin N. Azzam, David E. Bresler, Armando J. Leon, A. Maggio, L. E. Whitaker, J. Heilman J. Orlowitz, V. Swisher, L. Rasberry, K. Otoide, F. Trotter, W. Ross, J. D. McCue: Why Medical Schools Should Embrace Wikipedia: Final-Year Medical Student Contributions to Wikipedia Articles for Academic Credit at One School. In: Academic Medicine. vol. 92, 2, 13. September 2016: S. 194–200 doi=10.1097/ACM.0000000000001381 pmid=27627633 pmc=5265689
- Gwinyai Masukume, Lisa Kipersztok, Diptanshu Das, T. M. Shafee, M. R. Laurent, J. M. Heilman: Medical journals and Wikipedia: a global health matter. In: The Lancet Global Health. November 2016, vol. 4, 11: S. e791. doi=10.1016/S2214-109X(16)30254-6 pmid=27765289
- Thomas Shafee, Gwinyai Masukume, Lisa Kipersztok, Diptanshu Das, Mikael Häggström, James Heilman: Evolution of Wikipedia’s medical content: past, present and future. In: Journal of Epidemiology and Community Health. 2017-08-28 vol. 71, 11: S. 1122–1129. doi=10.1136/jech-2016-208601 pmid=28847845 pmc=5847101